# الیستر اوریم
الیستر اوریم (به انگلیسی:Alistair Overeem) (متولد ۱۷ می ۱۹۸۰) در شهر لندن، انگلیس است. او رزمی کار هنرهای رزمی ترکیبی و کیک بوکسر هلندی است. او قهرمان سنگین‌وزن «دریم» و قهرمان مسابقات کی وان نیز می‌باشد. او در تاریخ ورزش رزمی تنها فردی است که توانسته عنوان جهانی هنرهای رزمی ترکیبی و کی وان را در یک زمان بدست آورد.

## زندگی شخصی
الیستر از پدری جاماییکایی و مادری هلندی به دنیا آمد. وقتی شش ساله بود پدر و مادرش از یکدیگر جدا شدند. مادرش او و برادرش را به هلند فرستاد. در دوران کودکی آوریم در جودو و بسکتبال فعالیت داشت. در سن ۱۵ سالگی برادرش او را به باشگاه "کریس دلمن" برد تا به او یاد بدهد چگونه از خودش دفاع کند. آن اوایل زیاد دوست نداشت تمرین کند ولی بعدها و پس از تمرین با "باس راتن"و"جوپ کاستیل" و دیگران او تمرین کردن علاقه پیدا کرد.
در سن ۱۹ سالگی او نخستین مبارزه حرفه ایش را در هنرهای رزمی ترکیبی در مقابل "ریکاردو فیت" انجام داد که توانست بر او پیروز شود. این شروع موفقیتهای آوریم بود.

### دوران کیک بوکسینگ
اوریم نخستین مبارزه حرفه ایش را در کیک بوکسینگ در سن ۱۷ سالگی تجربه کرد. او در ۱۴ مارس سال ۱۹۹۹ با «پل هوردیک» مبارزه کرد که توانست او را مغلوب کند. آوریم به کا-۱ روی آورد و طی شش سال، دو مبارزه کیک بوکسینگ مقابل «ارول پریس» و «گلوب فیتوزا» انجام داد که در هر دو مبارزه تاک اوت شد. از آن به بعد او در هنرهای رزمی ترکیبی فعالیت داشت.
در ۳۱ دسامبر سال ۲۰۰۸ اوریم با یکی از بهترین مبارزان کا-۱ یعنی " بدر هری " مبارزه کرد که توانست در راند اول او را ناک اوت کند. حریف بعدی او "رمی بونجاسکی بود. او در راند اول و دوم تهاجمی مبارزه کرد اما در راند سوم این بونجاسکی بود که با یک "هوک راست" آوریم را ناک دان کرد. همین ناک دان کافی بود تا در پایان راند بونجاسکی به عنوان پیروز مبارزه معرفی شود.
در سال ۲۰۰۹ و در مرحله فینال ۱۶ نفر مسابقات کی وان ۲۰۰۹ او با پیتر ارتز رو به رو شد؛ که در آن مبارزه، اوریم توانست "ارتز" را شکست دهد و به مرحله فینال ۸ نفر راه بیابد.
او در مبارزه مرحله یک چهارم پایانی قهرمان کیوکوشین برزیل، «اورتون تشیرا» را با ضربه زانو ناک اوت کرد. حریف بعدی او «بدر هری» بود. او در مقابل «هری» کاری از پیش نبرد و با تکنیکال ناک اوت مغلوب «بدر هری» شد و از رسیدن به فینال بازماند.
در جریان مسابقات کی وان ۲۰۱۰ در یوکوهامای ژاپن، آوریم حریفش، «ژواد پتراک» را با یک ضربه زانو ناک اوت کرد. در ۲ اکتبر ۲۰۱۰ آوریم، «بن ادواردز» را نیز با تکنیکال ناک اوت در راند اول شکست داد.
در ۱۱ دسامبر همان سال در استادیوم «آریاکه کلو سیوم» ژاپن، آوریم در فینال۸ نفر در مقابل «تایرون اسپونگ» سورینامی قرار گرفت که توانست او را شکست دهد. در مرحله نیمه نهایی او با «گوکان ساکی» از ترکیه مبارزه کرد که موفق شد در راند اول با تکنیکال ناک اوت او را مغلوب کند و به فینال مسابقات برسد. حریف او در فینال «پیتر ارتز» بود. در آن مبارزه آوریم با مبارزه هجومی توانست در همان راند اول آرتز را شکست دهد و قهرمان رقابتهای کی وان ۲۰۱۰ شود.
اوریم از دوست دخترش، یک دختر به نام «استرم» دارد. آوریم در یک فیلم کمدی ژاپنی در نقش «ویلیام سوم» پادشاه هلند ایفای نقش کرد. او در سپتامبر سال ۲۰۱۱ دو موزیک ویدیو با گروه ال‌ام‌اف‌ای‌او اجرا کرده است.
اوریم در سپتامبر ۲۰۱۱ در یک تورنومنت «سومو» (کشتی ژاپنی) شرکت کرد که توانست پیروز شود.

### مقام
- مقام سوم مسابقات کی وان ۲۰۰۹
- مقام سوم مسابقات کی وان ۲۰۱۰